# Zendgroep Barbara
De Zendgroep Barbara was een zendgroep die was samengesteld door het Bureau Inlichtingen (BI). De groep bestond uit geheim agenten die door het BI voor de functie van radio telegrafist/codist waren opgeleid. In de periode van 23 juni tot en met 6 november 1943 werden door het BI vijf koppels agenten ten behoeve van de Zendgroep Barbara boven bezet Nederland geparachuteerd. Het waren de agenten; Gerard van Borssum Buisman en Henk Letteboer, (22/23-6-1943), Piet Hoekman en Bram Grisnigt, (19/20-9-1943), Hans van der Stok en Martin Wiedemann, (19/20-9-1943),Wim Schreinemachers en Jos van Alebeek, (8/9-10-1943), Marinus Verhage en Harry Diesfeldt, (5/6-11-1943). De Zendgroep Barbara was operationeel van 23 juni 1943 tot 12 juli 1944. Van de tien agenten werden er zeven door de Sicherheitsdienst (SD) gearresteerd en kwamen er drie om het leven. De zendgroep werd vernoemd naar de Heilige Barbara de beschermheilige van de Artillerie. De taak van de agenten was het radiocontact te onderhouden tussen de Ordedienst (OD) en de Nederlandse regering in Londen. De organisator en leider van de Zendgroep Barbara was de agent Garrelt van Borssum Buisman.

## Garrelt van Borssum Buisman (1915-1991)
Garrelt Andreas van Borssum Buisman (Haarlem, 26 september 1915 – Emst, 28 januari 1991) had de roepnamen; Garrelt en Gerard. Tijdens radiocontacten met het Bureau Inlichtingen maakte hij gebruik van de codenamen; Philip, Gerard de Meester en Heintje I. Tijdens zijn contacten “in het veld” gebruikte hij de schuilnamen; Gerard en Van Berkom.
Garrelt van Borssum Buisman week in 1942 uit naar Engeland. Via Frankrijk, Zwitserland en Zuid-Amerika bereikte hij in de zomer van 1942 Engeland. In Engeland aangekomen volgde hij de opleiding tot agent bij het Bureau Inlichtingen. Hij blonk uit in alle delen van de opleiding. Mede door zijn achtergrond. Hij was beroepsofficier bij het wapen der Cavalerie werd hij door de Minister van Oorlog, jhr. Ir. Otto Cornelis Adriaan van Lidth de Jeude (1881 – 1952) en de leiding van het BI geschikt bevonden om een zeer delicate opdracht uit te voeren. Hij kreeg een pakket aan opdrachten mee. Hij moest proberen om bij het Nederlands verzet het heersende wantrouwen jegens Londen weg te nemen. Hij moest het verzet coördineren en een radiocontact tot stand brengen tussen de belangrijkste verzetsorganisaties en de Nederlandse regering in Londen. Om het radiocontact te realiseren diende hij een zendgroep op te richten met ten minste vijf seinposten.
De contacten met de Ordedienst (OD), die in de loop der tijd waren verwaterd, diende te worden aangehaald en verbeterd. Daarvoor was een tactische zo niet diplomatieke aanpak vereist. Van Borssum Buisman droeg de verantwoordelijkheid van een regeringsvertegenwoordiger. Om deze moeilijke opdrachten uit te kunnen voeren had hij de beschikking over de volmachten om bij de leidende figuren van het verzet de nodige opheldering te verschaffen om daarna tot nieuwe en ditmaal tot vruchtbare resultaten te komen. Men ging er in Londen van uit dat zijn militaire achtergrond hem kon helpen om in contact te treden met de OD. De leiding van de OD bestond voor een groot gedeelte uit beroeps-en reserve-officieren.
Juist op het moment dat Van Borssum Buisman zich gereed maakte voor het vertrek naar bezet Nederland was er tussen de leider van de OD jhr. Pieter Jacob Six (1895-1986) en Jan Thijssen (1908-1945), het hoofd van de Radiodienst van de OD, een verschil van mening ontstaan over het gebruik en de inzet van het binnenlands zendernet dat medio 1943 gereed was gekomen. Thijssen wilde het zendernet gelijk in gebruik nemen. Ook wilde hij de faciliteiten van de Radiodienst ter beschikking stellen aan alle verzetsorganisaties met inbegrip van de OD. Six wilde het gebruik van het binnenlands zendernet uitstellen tot aan het moment dat Nederland bevrijd was en de Duitse aftocht een feit was. Volgens de visie van Six zou het zendernet moeten fungeren als een back-up verbindingssysteem. Als het aan Six lag zou het verbindingssysteem pas in gebruik worden genomen op het moment dat de Duitsers de telefoon- en telegrafieverbindingen tussen de grote bevolkingscentra zouden vernielen. Een scherp conflict was het gevolg. Het conflict zou zelfs escaleren want op 31 december 1943 werd Jan Thijssen door Six wegens eigengereid optreden uit de OD gezet. De meningsverschillen tussen Six en Thijssen over het gebruik van het radionet vervulde de leiding van het BI met grote zorg. Bij de leiding van het BI zag men in dat die onderlinge tegenstellingen het aanzien van de OD bij de regering zouden schaden. Van Borssum Buisman kreeg de opdracht om het conflict op een tactische manier gunstig te beïnvloeden.

## Garrelt van Borssum Buisman (1915-1991) en Henk Lettboer (1916-2002)
In de nacht van 22 op 23 juni 1943 werd Garrelt van Borssum Buisman samen met de radiotelegrafist/codist Henk Letteboer op een pinpoint in de buurt van Mariënberg, ten oosten van Ommen, boven Overijssel geparachuteerd.
Hendrik Letteboer (Almelo, 3 april 1916 – Gorinchem, 6 januari 2002) had de roepnaam; Henk. Tijdens zijn radiocontacten met het BI maakte hij gebruik van de codenamen; August, Heintje II en De Graaf. Tijdens zijn contacten “in het veld” gebruikte hij de schuilnaam; Hendrik de Wit.
De parachutering van de beide agenten verliep zonder moeilijkheden. Het vliegtuig werd enkele minuten na de parachutering boven het IJsselmeer neergeschoten. Na de landing begaven de beide agenten zich naar een aanloopadres in de omgeving van Mariënberg. Op het adres woonde een kennis van Letteboer. Vanuit dat adres werd hun materiaal geborgen. De andere morgen meldde zij hun goede aankomst aan het BI in Londen. De agenten hadden voor dit doel de zogenaamde pigeonbox met twee postduiven meegekregen. De agenten lieten de duiven los. Met een handgeschreven briefje in het kokertje aan de poot van de vogel werd de voorspoedige aankomst in Londen bij het BI bevestigd. Door middel van een afgesproken code werd dr. Allard Oosterhuis (1902 –1967) in Delfzijl van de komst van Van Borssum Buisman op de hoogte gesteld. Dit moest gebeuren omdat door de verraderlijke activiteiten van de V-mann Anton van der Waals (1912 –1950) onterecht wantrouwen moest worden uitgesloten. Van Borssum Buisman reisde vervolgens via Oosterbeek naar Delfzijl. Letteboer bleef nog een nacht bij de kennis logeren.
In Delfzijl aangekomen bracht Van Borssum Buisman zo snel mogelijk een bezoek aan dr. Allard Oosterhuis. Door Oosterhuis werd voor Van Borssum Buisman het gewenste contact met het Hoofdkwartier van de Ordedienst in Amsterdam geregeld. Eenmaal in contact met jhr. Pieter Jacob Six, de leider van de OD, regelde Six voor hem een aantal ontmoetingen met een aantal vooraanstaande medewerkers van de OD in Amsterdam. Vanaf zijn aankomst in bezet Nederland ging Van Borssum Buisman nauw samenwerken met Gerben Sonderman (1908 – 1955) en de kapitein der Artillerie Chris Tonnet (1902 – 1946), codenaam; buurman. Tonnet was beroepsofficier bij de Artillerie. Hij had kans gezien om uit Duitse krijgsgevangenschap te ontvluchten. Vanaf zijn aankomst in Nederland was hij werkzaam voor de OD en hij hield zich bezig met het verzamelen van inlichtingen over de Duitse bezetter.
Gebruikmakend van zijn contacten en zijn netwerk trof Tonnet voorbereidingen om de komst van de agenten, die door het BI ten behoeve van de Zendgroep Barbara boven bezet Nederland werden geparachuteerd, op te vangen. Tonnet zocht naar onderduikadressen en seinadressen. Hij regelde via Jan Thijssen, het hoofd van de Radiodienst van de OD, marconisten om de zendgroep te ondersteunen. Hij regelde legitimatiebewijzen ter beveiliging van agenten enz. Als lokale marconisten werden de telegrafisten F. Carabain en F. Lokven benaderd. Beiden waren werkzaam bij de Radiodienst van de OD. Na korte tijd draaide de zendgroep voortreffelijk. De agent Letteboer zat sneller dan hij had verwacht tot over zijn oren in het werk. De start van de Zendgroep Barbara leidde tot de hernieuwde opbouw van de in het slop geraakte inlichtingendienst van de OD.
Letteboer reisde naar Amsterdam. In het huis van een voormalige dienstvriend, de garagehouder C.J. Knippers, richtte Letteboer op de zolderverdieping van het pand een seinpost in. De garage was gelegen in een pand aan de Lindengracht. Midden in het hartje van de Jordaan. Van Borssum Buisman legde contact met de agent Hendrik Geert de Jonge (1916) waardoor de zender van de agent Pieter Roelof Gerbrands (1919 – 1999) voor de berichten van de spionagegroep Albrecht kon worden ontlast. Nog voor dat de volgende agenten ten behoeve van de Zendgroep Barbara boven bezet gebied werden geparachuteerd kreeg Van Borssum Buisman met een ernstig probleem op de koerierslijn naar Zweden te maken. In de tweede helft van juli 1943 leed de Nederlandse illegaliteit grote schade door de hernieuwde aanvallen van de Sicherheitsdienst (SD). De infiltratie van de V-mann Anton Van der Waals leidde tot de arrestatie van dr. Allard Oosterhuis en diens medewerkers in Delfzijl. Met als gevolg de verdwijning van de koerierslijndienst Delfzijl naar Stockholm. Met kustvaarders werden via deze koerierslijn berichten en koeriers naar Zweden overgebracht. Van der Waals was erin geslaagd om bij de organisatie van Oosterhuis te infiltreren.
Letteboer had inmiddels zijn handen vol gekregen aan het verwerken en verzenden van de berichten die door Van Borssum Buisman en Chris Tonnet werden aangeleverd. Vanuit Londen ontving Letteboer in september 1943 een telegram met de vraag of Van Borssum Buisman in de buurt van Grave de opvang wilde regelen voor het volgende koppel agenten. Van Borssum Buisman ging in Grave op zoek naar een geschikt opvangadres en een contactpersoon die zou kunnen helpen bij de berging van hun meegenomen materiaal. Via een contact dat Van Borssum Buisman op de reis naar Engeland had leren kennen kwam hij via dr. Janus Kanters, een huisarts in Grave, in contact met de veldwachter G.J. Beuvink in Escharen. Van Borssum Buisman vroeg de veldwachter zijn medewerking. In eerste instantie wilde Beuvink niets te maken hebben met zaken die tegen de Duitsers waren gericht. Daarom verzon Van Borssum Buisman een list om de veldwachter, die een voorzichtig man was en die niet over een nacht ijs ging, voor zijn zaak te winnen. Hij zag bij Beuvink een speelgoed konijn op de kast staan. Hij vroeg Beuvink om op de komende zaterdagavond te luisteren naar de uitzending van de radiozender Radio Oranje. In deze uitzending zou de nieuwslezer de slagzin noemen; Het konijn staat op de kast. In dat geval zou met Van Borssum Buisman vertrouwd zaken kunnen worden gedaan. Letteboer seinde het verzoek om het bericht door Radio Oranje uit te laten zenden door aan het BI in Londen. Samen met Van Borssum Buisman luisterde veldwachter Beuvink op de afgesproken zaterdagavond op de vliering van zijn huis naar de uitzending van Radio Oranje. De nieuwslezer las de slagzin voor. Vanaf dat moment was het ijs gebroken en werd Van Borssum Buisman bij de veldwachter binnengehaald als een vorst.

## Piet Hoekman (1917-1943) en Bram Grisnigt (1923-2019)
In de nacht van 19 op 20 september 1943 werd de agent Piet Hoekman samen met zijn collega Bram Grisnigt in de omgeving van Beugen ten noorden van Boxmeer boven Noord-Brabant geparachuteerd. Pieter Hoekman, (Urk 14 januari 1917 – Keent, 6 november 1943. Pieter Hoekman had de roepnaam 'Piet'. Tijdens zijn radiocontacten met het BI maakte hij gebruik van de codenamen Nico, Jan Post, en Frans. Tijdens zijn contacten 'in het veld' gebruikte hij de schuilnaam P. Zeelenberg. Piet Hoekman was wachtmeester van de Koninklijke Marechaussee. Reijer Abraham Grisnigt, (Rotterdam, 26 januari 1923) had de roepnaam 'Bram'; tijdens zijn radiocontacten met het BI maakte hij ook gebruik van de codenamen 'Willem', 'Kees Coster'. Tijdens zijn contacten in het veld gebruikte hij de schuilnaam 'R.A. Poot'.
De beide agenten belandden twintig kilometer te ver van hun pinpoint. Hun materiaal, twee koffers en een parachute, waren op het erf van een boerderij neergekomen. Omwonenden hadden zich reeds over hun bagage ontfermd. Hoekman en Grisnigt liepen met getrokken pistool tot achter een heg. De agenten sprongen tevoorschijn en sommeerden de mannen hun handen omhoog te steken. Daaraan werd onmiddellijk gevolg gegeven. De mannen behoorden tot de Luchtbescherming. Toen ze van de schrik waren bekomen boden ze hun hulp aan om het materiaal te bergen. Als dank kregen de mannen de zijden parachutes. Bij daglicht liepen de twee agenten naar het station en ze bereikten tegen het middaguur de familie Beuvink in Escharen. Daar lieten ze hun duiven los met het bericht aan het BI dat zij veilig waren aangekomen. De beide agenten genoten de gastvrijheid van de familie Beuvink. ‘s Avonds ontmoetten de agenten Van Borssum Buisman op hun contactadres. Vanaf dat moment kwam Van Borssum Buisman bijna iedere dag vanuit zijn eigen schuiladres in Oss op de fiets naar Escharen om de agenten te instrueren.
Toen de tijd rijp was bracht hij de beide agenten met hun materiaal naar Amsterdam. In Amsterdam maakten ze kennis met Chris Tonnet. Via Tonnet kwam Grisnigt terecht in de binnenstad van Amsterdam. Hij kreeg een onderduikadres bij mej. Miep Schrikkel in de Nieuwe Looiersstraat. Schrikkel werkte als koerierster voor de OD. Hoekman kreeg een woon- en seinadres bij een kennis van Van Borssum Buisman. Mr. Cornelis George Jordens in de Balistraat, in Den Haag. Tonnet leverde berichten af in de broodjeswinkel Petite Marmite in de Kerkstraat, in Amsterdam. Grisnigt haalde berichten op en hij verzond de berichten naar het BI in Londen.
Om de veiligheid van Miep Schrikkel te waarborgen besloot Grisnigt om vanuit een ander adres te gaan seinen. Hij verplaatste zijn seinpost naar de familie H.J. Kraay, aan de Kerkweg, in Zeist. Het adres werd later het onderduikadres voor de volgende agenten van de zendgroep. Een van Grisnigts seinadressen was in Amsterdam aan de Prinsengracht. Het was het huis van Felix van der Stok de broer van een collega agent van Grisnigt. Aan het einde van september 1943 kreeg de agent Letteboer van het BI in Londen het bericht dat de opvang geregeld diende te worden voor de volgende vier agenten. Het eerste aanloopadres zou wederom bij de familie Beuvink in Escharen zijn. De agenten zouden wederom in koppels worden geparachuteerd met een tussenpoos van vier weken.

## Hans van der Stok (1919-1945) en Martin Wiedemann (1915-2000)
In de nacht van 19 op 20 september 1943 werd de agent Hans van der Stok samen met de agent Martin Wiedemann in de omgeving van Middenmeer boven de Wieringermeerpolder geparachuteerd.
Johan Paul van der Stok, (Balikpapan, Borneo, Nederlands-Indië, 21 maart 1919 – Mauthausen (concentratiekamp) Oostenrijk, 11 april 1945) had de roepnaam; Hans. Tijdens de radiocontacten met het BI maakte hij gebruik van de codenamen; Hans en Johansen. Tijdens zijn contacten “in het veld” gebruikte hij de schuilnaam; Jan de Vries.
Otto Martin Wiedemann, (Londen, 18 september 1915 – Rotterdam, 6 september 2000) had de roepnaam Martin. Zijn vader was Duitser en zijn moeder was Engelse. Wiedemann had de Britse nationaliteit. Zijn codenaam bij MI-6 was Uppingham. Tijdens de radiocontacten met het BI maakte hij gebruik van de codenamen; O.M. Wideman, Jaap en Michael Webster. Tijdens zijn contacten “in het veld” gebruikte hij de schuilnaam; Jacob Jan Rijneke.
De beide agenten kwamen veilig aan de grond. Daarna zocht Van der Stok hij bij zijn broer Felix, aan de Prinsengracht, in Amsterdam onderdak. Wiedemann ging na zijn parachutering als verbindingsofficier samenwerken met de Luctor et Emergo (Fiat Libertas) groep. Nadat Jan Thijssen op 31 januari 1943 bij de OD was ontslagen richtte Jan Thijssen met een aantal geestverwanten de Raad van Verzet (RVV) op. Een korte tijd daarna richtte Thijssen de Radiodienst van de Raad van Verzet op. Vanaf mei 1944 kreeg Wiedemann van de leiding van het BI toestemming om steun te verlenen aan de Zendgroep BI-Radiodienst. Deze zendgroep verzorgde de radiocontacten tussen het BI in Londen en de Radiodienst van de Raad van verzet. Op 18 juli 1944 werd Wiedemann door de SD gearresteerd. Na de bevrijding meldde hij zich terug bij het BI in Eindhoven.

## Wim Schreinemachers (1910-1987) en Jos van Alebeek (1916-1990)
In de nacht van 8 op 9 oktober 1943 werd het agentenkoppel Wim Schreinemachers en Jos van Alebeek in de buurt van Malden boven Gelderland geparachuteerd.
Willem Jan Hubertus Schreinemachers, (Java, Nederlands-Indië, 6 januari 1910 – 1987) had de roepnaam Wim. Hij werkte samen met de Groep Harry en de Geheime Dienst Nederland. Zijn codenaam ten behoeve van deze diensten was Meester Cornelis. Tijdens de radiocontacten met het BI maakte hij gebruik van de codenamen; Rudi, Lewis, Leatherhead, Wim. Tijdens zijn contacten ”in het veld” gebruikte hij de schuilnamen; Hein Roessing en Jan A. Scheltema.
Joseph Lodewijk Theodorus van Alebeek, ('s-Hertogenbosch, 23 maart 1916 – Heumen,13 mei 1990) had de roepnaam Jos. Tijdens de radiocontacten met het BI maakte hij gebruik van de codenamen; Bol, Van den Bosch en P. de Leeuw. Tijdens zijn contacten “in het veld” gebruikte hij de schuilnaam; J.L. Bastiaanse.
De agenten beleefden de nachtmerrie van iedere militaire parachutist in oorlogstijd. Van Alebeek had in Engeland het afwerpterrein mogen uitkiezen. Hij had voor Malden gekozen omdat hij het terrein goed kende. In de naaste omgeving van Malden had hij een familielid wonen. Voor hij zich naar Beuvink in Escharen, aan de overkant van de Maas, begaf wilde hij eerst zijn familielid bezoeken. Strikt genomen druiste dit plan in tegen alle veiligheidsregels. Daarnaast kon in praktisch opzicht de tussenstop zinloos worden genoemd. Schreinemachers, de chef van Van Alebeek, had zich bij het voorstel neergelegd. Hij zou van de tussenstop geen gebruik maken. Na de landing zou hij onmiddellijk doorreizen naar Eindhoven om zich daar in verbinding te stellen met Theo Tromp.
In de nacht van de landing was het volle maan. Juist die nacht hadden de Duitse legereenheden de omgeving van Malden uitgekozen om een gecombineerde oefening met Cavalerie en Infanterie eenheden te houden. Bij het Bureau Inlichtingen was deze concentratie van Duitse troepen in de omgeving van Malden niet bekend. Indien men op tijd op de hoogte was geweest had het BI in Londen voor een ander afwerpterrein kunnen kiezen. De vlieger van de Halifax, van waaruit de beide agenten zouden worden geparachuteerd, liet zijn machine heel laag over Malden vliegen. Het gevolg was dat tientallen inwoners van Malden van schrik naar buiten renden om te kijken wat er aan de hand was. Tussen de kerk en de molen zagen ze drie parachutes neerkomen. Het waren twee parachutisten en een container. Van Alebeek kwam ongelukkig neer. Alsof de tegenslag niet al genoeg was, bleef zijn parachute aan het dak van een huis hangen. Schreinemachers kwam een eind verderop veilig aan de grond.
De Duitse militairen, die aan de oefening deelnamen, sloegen vol verbazing de landing van drie parachutes, met daaraan twee parachutisten en een container gade. Na de landing maakte Schreinemachers zich snel uit de voeten. De Duitse soldaten ondernamen niets. Ook de inwoners van Malden staken geen hand uit. Beide partijen verkeerden in de veronderstelling dat het landen van de parachutisten bij de oefening hoorde. Gezien de boze reacties van de inwoners leek het van Alebeek beter om te vluchten. Gezien de aanwezigheid van de Duitse oefenende eenheden was het niet mogelijk om de container met daarin hun uitrusting en zendapparatuur te bergen. De agenten brachten zich in veiligheid. Jos van Alebeek dook onder. Wim Schreinemachers reisde onmiddellijk door naar Eindhoven. In Eindhoven stelde hij zich onmiddellijk in verbinding met Theo Tromp (1903 – 1984). Tromp onderhield de contacten met de Verwaltung van het Philips-concern, de huidige Koninklijke Philips Electronics NV. Daarnaast verzamelde hij militaire en economische inlichtingen. Tromp was de leider van de spionagegroep Harry. Hij werkte samen met de Geheime Dienst Nederland, de Ordedienst en de Raad van Verzet.
Jos van Alebeek probeerde via een contactadres in Escharen contact te leggen met Garrelt van Borssum Buisman, organisator en leider van de Zendgroep Barbara, hetgeen mislukte. Ook lukte het hem niet om een radio zendontvanger van een van zijn collega-agenten in handen te krijgen. Volgens de leiding van het BI ontplooide hij zich onvoldoende om voor het BI nog van enig nut te zijn. De container met daarin de zendapparatuur en het zendplan vielen in handen van de Duitsers. In Den Haag werd door de dienst van Joseph Schreieder geprobeerd om via deze zenders en het zendplan een nieuw contraspionagespel te spelen. Hetgeen mislukte.
Jos van Alebeek sloot zich bij het plaatselijk verzet aan om zich nog enigszins nuttig te kunnen maken. Op 5 december 1944 werd hij door de SD gearresteerd. Hij werd vrijgelaten in april 1945. Na de bevrijding van Nederland meldde hij zich terug bij het Bureau Inlichtingen in Eindhoven.

## Marius Verhage (1994) en Jan Diesfeldt (1918-1944)
Zonder dat Van Borssum Buisman door het BI van de datum van de parachutering van de volgende twee agenten op de hoogte was gesteld werden er twee agenten boven Noord-Brabant afgeworpen. In de nacht van 5 op 6 november 1943 werd de agent Marius Verhage samen met zijn collega Jan Diesfeldt in de omgeving van Grave geparachuteerd.
Marinus Verhage, (6 september 1994) had de roepnaam Marius. Tijdens radiocontacten met het BI maakte hij gebruik van de codenamen Hendrik, P. Sijmen en Strashan. Tijdens zijn contacten “in het veld” gebruikte hij de schuilnaam; Pieter de Leeuw. Verhage werkte als microfilmfotograaf voor de Zendgroep Barbara.
Jan Hendrik Diesfeldt, (Den Haag, 29 november 1918 – Vught, 5 september 1944) had twee roepnamen; Harry en Jan. Tijdens zijn radiocontacten met het BI maakte hij gebruik van de codenamen; Jan, Harry, Jan van den Heuvel en Jan van Akkeren. Tijdens zijn contacten “in het veld” gebruikte hij de schuilnaam; W.G. van den Heuvel.
Hun pinpoint lag in principe in dezelfde buurt waar Piet Hoekman en Bram Grisnigt hulp hadden gekregen. De beide agenten wisten dat van de veldwachter Beuvink op medewerking mocht worden gerekend. De landing van de twee agenten leidde tot een volgende veel grotere tegenslag. Beide agenten kwamen wel goed neer maar niet ten zuiden of ten westen van Grave. Ze belandden naast de boerderij van landbouwer Zwartjes in de gemeente Overasselt aan de noordzijde van de Maas tegenover Grave. In tegenstelling tot wat er in Malden was voorgevallen boden de omwonende boeren hun welgemeende hulp aan om hun container met materiaal te bergen en aan de buitenwereld te onttrekken. Er werd met de boeren in de omgeving afgesproken dat de agenten eerst naar een andere plaats zouden vertrekken en het materiaal de volgende avond bij boer Zwartjes zouden komen ophalen. Helaas was de parachutering ook opgemerkt door de pro Duitse jachtopziener Niessing. Hij begaf zich naar de pro Duitse opperwachtmeester van de Koninklijke Marechaussee Span. Span stelde een onderzoek in en zodoende kwam hij het materiaal op het spoor.
Omdat ze nog een afspraak hadden lopen reisden Bram Grisnigt en Piet Hoekman op 6 november 1943 naar de veldwachter Beuvink in Escharen. Tot hun verbazing en vreugde troffen ze bij Beuvink hun collega’s Verhage en Diesfeldt aan. Het onderwerp van de berging van het materiaal bij landbouwer Zwartjes kwam ter sprake. De berging leverde een probleem op aangezien Verhage last van luchtziekte had en hij door zijn ziekte niet in staat was om het materiaal bij Zwartjes op te halen. Piet Hoekman stelde zich spontaan beschikbaar om in de plaats van collega Verhage het materiaal te bergen. Hoekman, Diesveldt en Beuvink fietsten in de loop van de avond naar Overasselt. Toen ze bij de boerderij van Zwartjes aankwamen zagen ze op het erf de lege container liggen. Beuvink hield zich op een afstand. De agenten klopten aan. De boer riep dat ze binnen konden komen. Hoekman en Diesveldt stapten de boerderij binnen waar zij in de geweerlopen van twee Duitse militairen keken. Een derde Duitser hield de om de tafel zittende bewoners onder schot. Hoekman werd door een van de Duitsers beetgegrepen om te worden gefouilleerd. Hij verzette zich hevig. Hij probeerde een van de Duitsers diens geweer afhandig te maken. Een schot ging af. Diesveldt vluchtte naar buiten de velden in. Beuvink spoedde zich naar huis. Thuisgekomen adviseerde hij Grisnigt en Verhage om bij de pastorie onder te duiken. De volgende morgen voegde Diesfeldt zich bij het tweetal. Veldwachter Beuvink dook tot na de bevrijding van Noord-Brabant onder. Zijn vrouw werd door de SD gearresteerd en gevangengezet.
Bram Grisnigt bracht Jan Diesfeldt in Zeist onder bij de familie Kraay. Marius Verhage reisde door naar Eindhoven. In Eindhoven ging hij onder de hoede van Theo Tromp en Wim Schreinemachers aan het werk als microfilmfotograaf. Na verloop van tijd verlegde Jan Diesfeldt zijn werkterrein naar Den Haag en Amsterdam. De koerierster Miep Schrikkel haalde voor hem de radioset van Piet Hoekman uit den Haag op. Ze bezorgde hem eveneens de tweede zender van Bram Grisnigt.

## Golf van arrestaties treft de OD en de Zendgroep Barbara
Chris Tonnet werd op 6 januari 1944 door de SD gearresteerd. Na de arrestatie van Tonnet brachten Garrelt van Borssum Buisman en enkele medewerkers van de OD het geheime archief van Tonnet in veiligheid. Het archief dat voor de agenten van de Zendgroep Barbara en de Ordedienst veel belastend materiaal bevatte werd voor zover bekend nooit door de SD gevonden. Een deel van het archief werd in de Courbetstraat in Amsterdam ondergebracht. Het was het huis van mevr. Bol-van Mourik. Ze was de weduwe van een medewerker van de OD. Door de bemiddeling van Tonnet had de microfilmfotograaf Hans van der Stok in het huis van mevr. Bolman een werkruimte gekregen. In deze ruimte ontwikkelde hij zijn fotomateriaal. Ook Bram Grisnigt werkte met Van der Stok op dit adres samen. Vanaf een adres aan de Prinsengracht seinde Grisnigt zijn berichten door aan het BI. In het pand aan de Prinsengracht woonde Felix van der Stok de broer van de microfilmfotograaf Hans van der Stok. Op 2 februari 1944 werden Grisnigt en de twee broers Van der Stok door de SD gearresteerd. Op 3 februari 1944 werd de radiozender van Henk Letteboer uitgepeild. Letteboer werd door de SD gearresteerd en gevangengenomen. Na zijn gevangenschap meldde hij zich na de bevrijding van Nederland terug bij het BI in Eindhoven.

## Arrestatie van Garrelt Van Borssum Buisman
Toen in begin februari 1944 een gedeelte van zijn zendgroep was opgerold wilde hij bij het BI in Londen persoonlijk rapport uitbrengen. Als gevolg van de arrestaties binnen de Zendgroep Barbara en de arrestatie van Chris Tonnet moest Garrelt van Borssum Buisman onderduiken. Via de OD was hij in contact gekomen met de Alkmaarse padvindsterleidster Nel E. Lind (schuilnaam: Suze de Wit). Ze was medewerkster van Fiat Libertas en ze was gespecialiseerd in het passeurswerk. Ze verklaarde zich bereid om Van Borssum Buisman aan de benodigde valse papieren te helpen. De valse papieren werden klaar gemaakt en bij Lind afgeleverd. Bij een huiszoeking werd Lind door de SD gearresteerd. De foto en de papieren van Van Borssum Buisman kwamen per toeval in handen van SS-Hauptscharführer Heinrich Kurt Otto Haubrock. Haubrock was gespecialiseerd in het opsporen van geheim agenten. De imposante gestalte en zijn huzarensnor werden Van Borssum Buisman uiteindelijk noodlottig. Ondervragingen en goed recherche werk leverden de conclusie op dat de gezochte agent Van Borssum Buisman in Amsterdam op bepaalde contactadressen kwam. Als gevolg van het onderzoek werden op 2 en 3 februari 1944 diverse agenten waaronder, Grisnigt, Van der Stok en Letteboer opgepakt. Op 5 februari 1944 werd Van Borssum Buisman op de Willemsparkweg in Amsterdam door de SD gearresteerd en naar den Haag overgebracht.
Van Borssum Buisman had korte aantekeningen van verzonden telegrammen op zak. Het lukte hem om May de Duitse codespecialist in Haaren op een dwaalspoor te zetten en andere relaties een arrestatie te besparen. May trachtte de gedichtencode van Van Borssum Buisman te reconstrueren. De telegrafisten van het BI maakten bij het coderen gebruik van een gedicht van de Engelse dichter Percy Bysshe Shelley. Van Borssum Buisman hielp hem door te suggereren dat hij een heel nieuwe sleutel voor de dubbel transpositie gebruikte. De sleutel was gebaseerd op een gedicht van Shelley. Hij had het gedicht als vorm van misleiding voor zijn vertrek uit Engeland met luitenant Gijs de Jong, de codeofficier van het BI, afgesproken. Door de toepassing van dit gedicht werd aan het BI in Londen duidelijk gemaakt dat de betrokken agent in handen van de Duitsers was gevallen. Daarom liep het door de Duitsers gestarte “Spiel Egmont” op niets uit. Tijdens zijn verhoor lag een sleutelbos van Van Borssum Buisman voor hem op tafel. Een van de sleutels was uitgehold en daarin zaten de micronegatieven die de agent als koerier had willen meenemen naar Londen. De Duitsers hebben deze micronegatieven niet gevonden.

## Proces voor het Kriegsgericht
Na een proces voor het Kriegsgericht werden Garrelt Van Borssum Buisman en Chris Tonnet in Utrecht ter dood veroordeeld. Terwijl anderen voor het vuurpeloton werden gezet werden Van Borssum Buisman en Tonnet op transport naar een tuchthuis in Duitsland gezet. Deze actie werd mogelijkerwijs ondernomen om hen in gijzeling te houden. Het tuchthuis betekende een kleine kans op overleven hoewel de bewakers van de Schutzstaffel (SS) de gevangenen naar willekeur konden vermoorden.

## Jan Diesfeldt
Na de arrestatie van Van Borssum Buisman, Tonnet, Letteboer, Grisnigt en Van der Stok verzorgde een relatie van Van Borssum Buisman, de in den Haag woonachtige mr. Iordens, een ander seinadres voor de agent Diesfeldt. Het was bij de familie De Ruyter in de Balistraat, in Den Haag. Als enige BI telegrafist van de Zendgroep Barbara werkte Diesfeldt hier. In april 1944 verplaatste hij zijn werkterrein naar Amsterdam. Onder de protectie van de OD medewerker Gerben Sonderman was Diesfeldt in staat om het bericht van de arrestaties van zijn collega’s aan het BI in Londen door te geven. In Londen had de codeofficier van het BI reeds opgemerkt dat er valse meldingen op de door de Duitsers in beslaggenomen zenders werden gedaan. Het contact met de agent Diesfeldt en met de lokale marconisten van de Zendgroep Barbara, Carabain en Van Lokven, bleef doorgaan. Uiteindelijk werd ook de zender van Diesfeldt in Amsterdam uitgepeild. Op 12 juli 1944 was ook voor hem het spel uitgespeeld. Twee maanden later op 8 september 1944 werd hij op de Fusilladeplaats Vught in het Kamp Vught gefusilleerd.

## Ontsnapping van Garrelt van Borssum Buisman en Chris Tonnet
Op 2 november 1944 ontsnapte van Borssum Buisman samen met Tonnet uit de trein tijdens een transport naar een tuchthuis in Duitsland. Halverwege ter hoogte van Detmold lukte het Tonnet om de vergrendeling van het raam los te werken. Tonnet rukte het raam open en sprong naar buiten. Van Borssum Buisman sprong evenzo uit het raam. Hij kwam zwaar ten val. Hij brak een paar ribben. Hij had een hoofdwond en een zware hersenschudding. Tonnet en Van Borssum Buisman namen zich voor om lopend naar Nederland te gaan. Onderweg werd Van Borssum Buisman door een Polizist staande gehouden. Hij werd gearresteerd en werd dankzij zijn verwondingen in Detmold in het ziekenhuis opgenomen. Hij zag kans om het ziekenhuis te ontvluchten. Uitgeput bereikte hij Oldenzaal. Via relaties wist hij zich in veiligheid te stellen. Na de bevrijding van Nederland meldde hij zich terug bij het BI in Eindhoven. Tonnet wist zich ook in veiligheid te brengen. Op 14 november 1946 kwam hij bij een vliegramp op Schiphol om.

## Eerbewijzen
Op 29 november 2003 werd in Beugen (Boxmeer) het Pinpoint-monument opgericht. Het monument bevindt zich nabij de landingsplek waarop de agenten Piet Hoekman en Bram Grisnigt in de nacht van 19 op 20 september 1943 zijn geland. Het monument bestaat uit een ronde sokkel waarin en waarlangs 180 Maaskeien zijn verwerkt. Op de sokkel is een plaquette bevestigd met daarop een tekst en twee gemeentelijke wapens. Boven op de sokkel bevindt zich een grote kei. Boven op deze kei staat een gietijzeren kolom, die in het begin van de vorige eeuw in Beugen dienst heeft gedaan als lantaarnpaal voor een carbidlamp. Het bijna vijf meter hoge gedenkteken wordt bekroond met een roestvrijstalen afbeelding van een dalende parachute in een door sterren en opkomende maan enigszins verlichte nacht. Het bovenstuk is uitgevoerd als windvaan.

### Symboliek
De 180 Maaskeien staan symbool voor de 180 geheim agenten die in de Tweede Wereldoorlog boven Nederland zijn gedropt. De grote kei geeft de verbondenheid van Beugen aan met de Maas en verbeeldt de inzet voor de goede zaak van ieder die bij deze dropping betrokken was. De kolom symboliseert de hulp die veel landbouwers boden aan onderduikers. De roestvrijstalen parachute duidt op de landing van Piet Hoekman en Bram Grisnigt in Beugen. Tot slot is de windvaan ook symbolisch. Het welslagen van de missie van de agenten was mede afhankelijk van de windrichting.